# Capnura
Capnura is een geslacht van steenvliegen uit de familie Capniidae. De wetenschappelijke naam van het geslacht is voor het eerst geldig gepubliceerd in 1900 door Banks.

## Soorten
Capnura omvat de volgende soorten:
- Capnura anas Nelson & Baumann, 1987
- Capnura elevata (Frison, 1942)
- Capnura fibula (Claassen, 1924)
- Capnura intermontana Nelson & Baumann, 1987
- Capnura manitoba (Claassen, 1924)
- Capnura venosa Banks, 1900
- Capnura wanica (Frison, 1944)